# ティルソ川
ティルソ川 （ティルソがわ、イタリア語: Tirso、サルデーニャ語: Tirsu）はイタリアのサルディーニャ島で最長の川。全長は152-キロメートル (94 mi)。水源をブッドゥゾ山中に発し、アッバザンタの高原とジェンナルジェント山(en:Gennargentu)の合間を縫って流れ、オリスターノ湾へ至る。
先史時代よりサルディーニャ内陸部への交通の便として利用されたと見られ、流域には多くのヌラーゲと居住地跡も存在する。この川は敵対的な勢力の遡上にも使われたであろうし、そのための見張り台としてヌラーゲが利用されたかも知れないと考えられている。現代の町はおおむね川から若干離れた場所に位置している。
流域にあるアッバザンタの高原付近で、川はオモデオ湖という人口湖を形成している。これは1918年から1924年にかけて建設されたダムによるものである。